# SUSE Linux
SUSE Linux es una de las distribuciones Linux más antiguas existentes. Basada en sus orígenes en Slackware y luego en Jurix, entre las principales virtudes de esta distribución se encuentra el que sea una de las más sencillas de instalar y administrar, ya que cuenta con varios asistentes gráficos para completar diversas tareas, en especial por su gran herramienta de instalación y configuración YasT.
Su nombre "SuSE" es el acrónimo (en alemán) "Software und System-Entwicklung" (Desarrollo de software y sistemas), el cual formaba parte del nombre original de la compañía y que se podría traducir como desarrollo de software y sistemas. El nombre actual de la compañía es SuSE LINUX, habiendo perdido el primer término su significado (al menos oficialmente).
El 4 de noviembre de 2003, la compañía multinacional estadounidense Novell anunció que iba a comprar SuSE LINUX. La adquisición se llevó a cabo en enero de 2004. En el año 2005, en la LinuxWorld, Novell, siguiendo los pasos de RedHat Inc., anunció la liberación de la distribución SuSE Linux para que la comunidad fuera la encargada del desarrollo de esta distribución, que ahora se denomina openSUSE.
El 4 de agosto de 2005, el portavoz de Novell y director de relaciones públicas Bruce Lowry anunció que el desarrollo de la serie SUSE Professional se convertiría en más abierto y entraría en el intento del proyecto de la comunidad openSUSE de alcanzar a una audiencia mayor de usuarios y desarrolladores. El software, por la definición de código abierto, tenía ya su código fuente "abierto", pero ahora el proceso de desarrollo sería más "abierto" que antes, permitiendo que los desarrolladores y usuarios probaran el producto y ayudaran a desarrollarlo.
Anteriormente, todo el trabajo de desarrollo era realizado por SUSE, y la versión 10.0 fue la primera versión con una beta pública. Como parte del cambio, el acceso en línea al servidor YaST de actualización sería complementario para los usuarios de SUSE Linux, y siguiendo la línea de la mayoría de distribuciones de código abierto, existiría tanto la descarga gratuita disponible mediante web como la venta del sistema operativo en caja. Este cambio en la filosofía condujo al lanzamiento de SUSE Linux 10.0 el 6 de octubre de 2005 en "OSS" (código completamente abierto), "eval" (tiene tanto código abierto como aplicaciones propietarias y es una versión realmente completa) y al por menor en centros especializados.
Posteriormente, Novell fue adquirido por The Attachmate Group el 27 de abril de 2011, permaneciendo SUSE como una compañía separada. En junio de 2012, muchos  de los antiguos ingenieros de SUSE que habían sido despedidos durante la propiedad de Novell volvieron a incorporarse al equipo.
El 20 de noviembre de 2014, The Attachmate Group y Micro Focus International finalizaron su fusión, convirtiendo a Micro Focus International en la nueva empresa matriz de SUSE. SUSE opera como una unidad de negocios semiautónoma dentro del Micro Focus Group, con el expresidente Nils Brauckmann ascendido a director ejecutivo y miembro del grupo Micro Focus Group.
El 2 de julio de 2018, Micro Focus anunció la venta de SUSE a Blitz 18-679 GmbH, una subsidiaria de EQT Partners, por 2.535 millones de dólares.

## Características
SUSE incluye un programa único de instalación y administración llamado YaST2 que permite realizar actualizaciones, configurar la red y el cortafuegos, administrar a los usuarios, y muchas más opciones todas ellas integradas en una sola interfaz amigable. Además incluye varios escritorios, entre ellos los más conocidos que son KDE y Gnome, siendo el primero el escritorio por omisión. La distribución incorpora las herramientas necesarias para redistribuir el espacio del disco duro permitiendo así la coexistencia con otros sistemas operativos existentes en el mismo.
Usa sistemas de paquetes RPM (RPM package mánager) originalmente desarrollados por Red Hat aunque no guarda relación con esta distribución.
También es posible utilizar el sistema de instalación CNR (Click 'N Run) originalmente creado por la empresa que distribuía Lindows OS (que ahora se llama Linspire y Freespire en su versión gratuita). Este sistema sincroniza nuestra máquina al servidor CNR y al hacer clic en la página de navegación y alguno de los programas, este se instala de manera automática en el ordenador.

## Servicios proporcionados
El sistema operativo SUSE Linux tiene integradas funciones para ayudar a administrar y gestionar servicios. Algunas de estas son (SUSE, 2014b):
- Revisión completa del sistema: permite obtener un snapshot del sistema, incluyendo los archivos de kernel y además realiza operaciones de revisión. Los administradores pueden iniciar el sistema a partir de dicha snapshot, lo que es una ventaja a la hora de fallos, seguimiento y comprobación de cambios.
- SUSE Linux Enterprise Live Patching: permite actualizar los parches de seguridad del sistema, sin necesidad de reiniciarlo. Con esto mejora la disponibilidad de las cargas de trabajo y hosts virtuales.
- Compatibilidad con KIWI: es una herramienta que permite crear imágenes del sistema operativo para implementaciones físicas (DVD, USB) o entornos hipervisores virtuales (Xen, KVM, VMWare, HyperV) y nubes públicas y privadas.
- Docker: es una tecnología de código abierto que permite automatizar la implementación de aplicaciones en contenedores de software.
- Wicked: herramienta para gestionar y administrar una red local como, por ejemplo: VLAN, virtualización, puentes, vinculación e IPV6.

## Distribución
Antiguamente, SUSE primero lanzaba las versiones personales y profesionales en paquetes que incluían una extensa documentación impresa y esperaba algunos meses antes de lanzar las versiones en sus servidores.
Comenzando con la versión 9.2, una imagen ISO de 1 DVD de SUSE Professional fue lanzada, así como una versión de evaluación del LiveDVD arrancable. El servidor FTP continúa funcionando y tiene la ventaja de las instalaciones en línea: solo se descargan los paquetes que el usuario cree que necesita. La ISO tiene ventajas en cuanto a facilidad de instalación de paquetes de forma sencilla y sin conexión a Internet. Las distribuciones de DVD en caja soportan instalaciones x86 y x86-64, pero los CD-ROM incluidos no disponen de soporte para x86-64.

## Período de evaluación
Desde la versión 9, es posible descargar el archivo ISO correspondiente a la distribución, pero después de ser instalado empieza un período de evaluación que inicialmente fue de 30 días y en las versiones posteriores es de 60 días. Este período permite usar en forma libre y gratuita los servicios de actualización de software de Novell, luego de lo cual se debe pagar una suscripción para obtener actualizaciones.

## Distribuciones Linux basadas en SUSE
- Novell Linux Desktop
- Java Desktop System
- SUSE Linux Enterprise Edition

## Usos

### Empresas
- Novell
- Sun Microsystems
- IBM
- Fujitsu
- SGI
- HP
- Sap Hana

### Computadoras
- Altamira
- LaPalma
- Magerit
- Marenostrum
- Picasso
- CesarAugusta
- Tirant
- HP 2133 Mini-Note